# 親不知

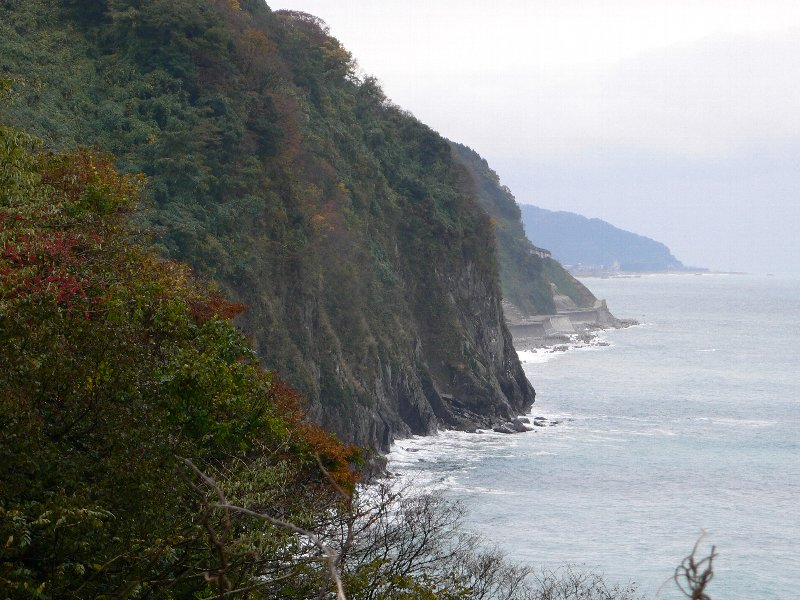
親不知的天險斷崖

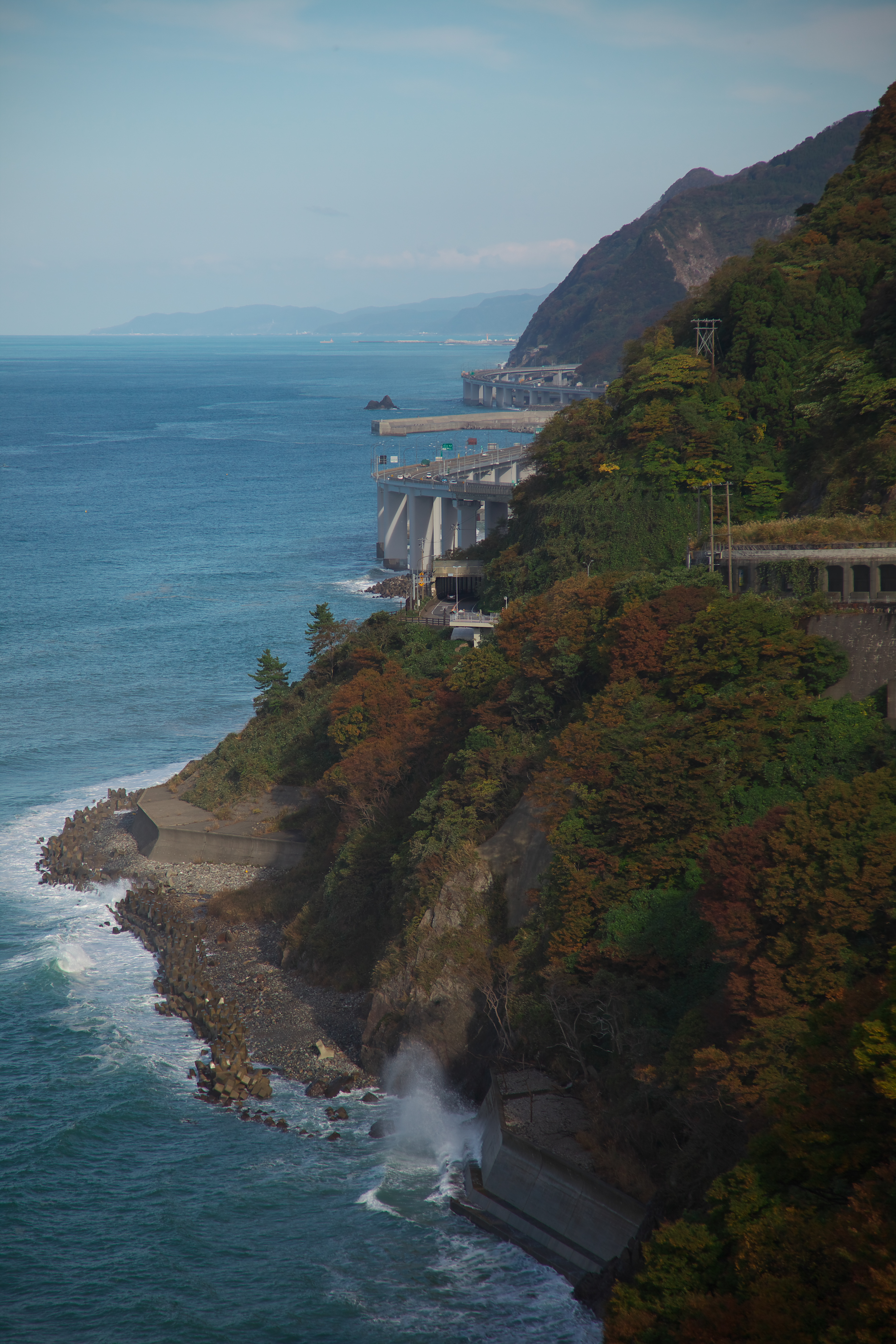
建在崖上的國道8號與建海上高架橋的北陸自動車道

親不知（日语：／ Oyashirazu）是位於日本新潟縣糸魚川市西端的斷崖地帶。正式名稱為親不知、子不知（日语：／ Oyashirazu Koshirazu）。自古以來就是著名的交通難關。

## 概要
位在飛驒山脈（北阿爾卑斯）日本海側尾端，以親不知站所在的聚落「歌」（うた）為中心，往西至市振（いちぶり）地區稱為親不知，往東至勝山（かつやま）地區稱為子不知（こしらず），合稱為親不知·子不知。市振至勝山約15公里左右。面對日本海的斷崖是飛驒山脈北端被日本海侵蝕所形成，崖高約300〜400公尺。往來越後國和越中國之間的旅人，必需沿此斷崖的海岸線前進，自古以來就是北陸道（越路）最大之難關。
承久3年（1221年）的承久之亂，朝廷方在親不知西側的市振開展防衛線迎擊從越後側進軍的北條朝時。江戶時代，參勤交代制度的確立使得加賀藩主須通過親不知來往江戶。參勤交代時，會徵招富山縣新川郡約400至500人組成人牆抵擋大浪護送藩主前進。
明治時代的1883年（明治16年）開削斷崖整備北陸街道（相當於現在的國道8號）。1912年（明治45年/大正元年），北陸本線（現越後心動鐵道日本海翡翠線）開通。兩條路線後來因防災對策進行路線修正，因此此區間內可發現废棄的舊道路與舊鐵路。1971年（昭和46年），國道8號天嶮隧道東口至栂海新道（登山道）開通，成為從零海拔地帶挑戰北阿爾卑斯縱走的登山道玄關口。
1988年（昭和63年）7月20日，北陸自動車道開通。北陸自動車道因用地問題，在親不知交流道附近改用海上高架橋通過。從道路可一覽斷崖絕壁與砂濱、岩礁、洞窟交織的海岸。
2015年（平成27年）開通的北陸新幹線在此段選擇在山側開鑿青海隧道、新親不知隧道。

## 名稱由來
「親不知」的名稱由來有幾種說法。一說是因為斷崖和海浪危險，親子之間在路上也無法互相看顧。另外，也有以下的傳說。
壇之浦之戰後，受到助命的平賴盛身為落人，住在越後國蒲原郡五百刈村（現在的新潟縣長岡市）。得到消息的夫人攜子從京都前往越後國，途中經過此難關。在越過此難關之際，孩子被海浪捲走。此時，夫人吟詠以下的歌。

以後，孩子被海浪捲走的海岸就被稱為「親不知」。

## 圖片

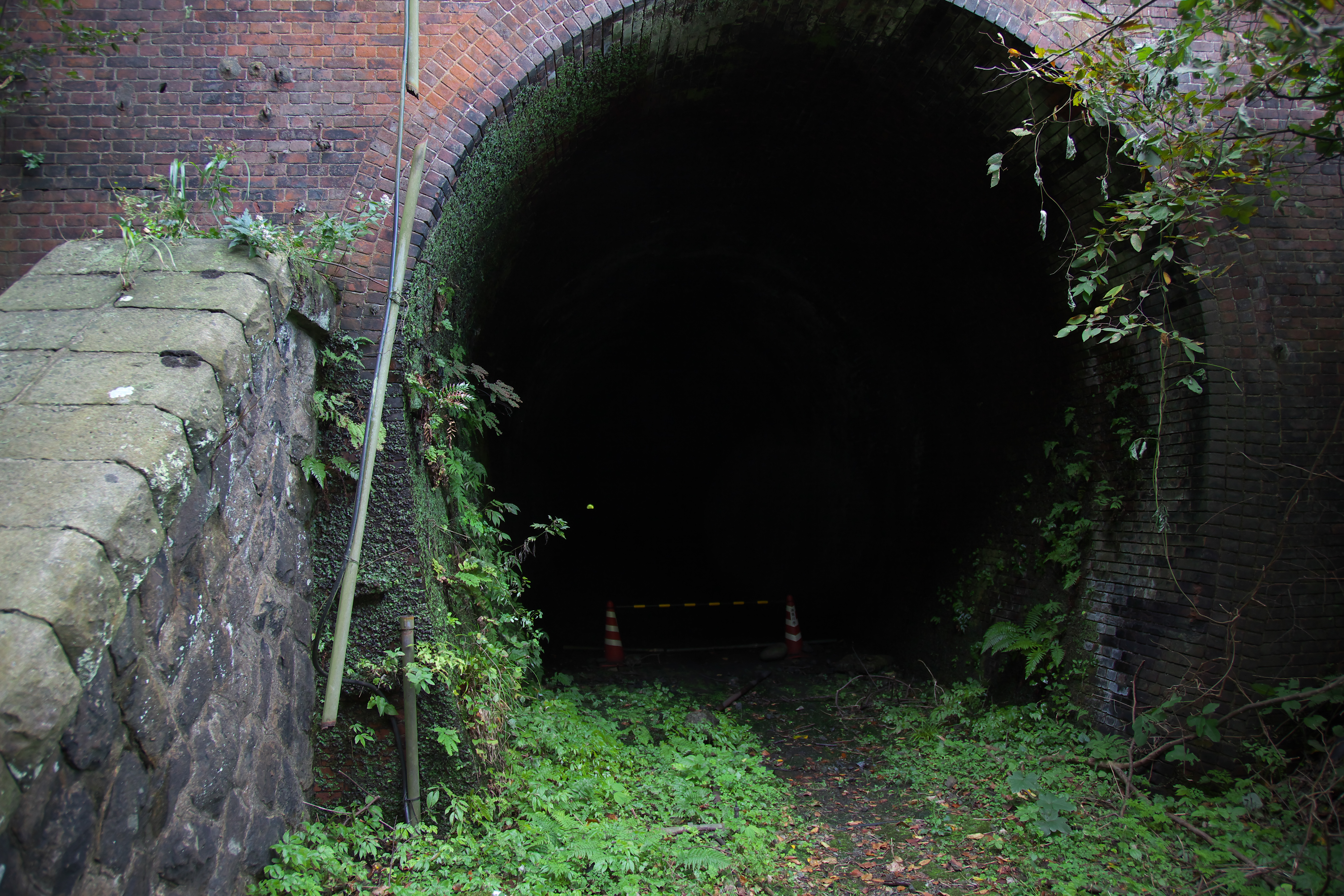
北陸本線舊線的親不知隧道
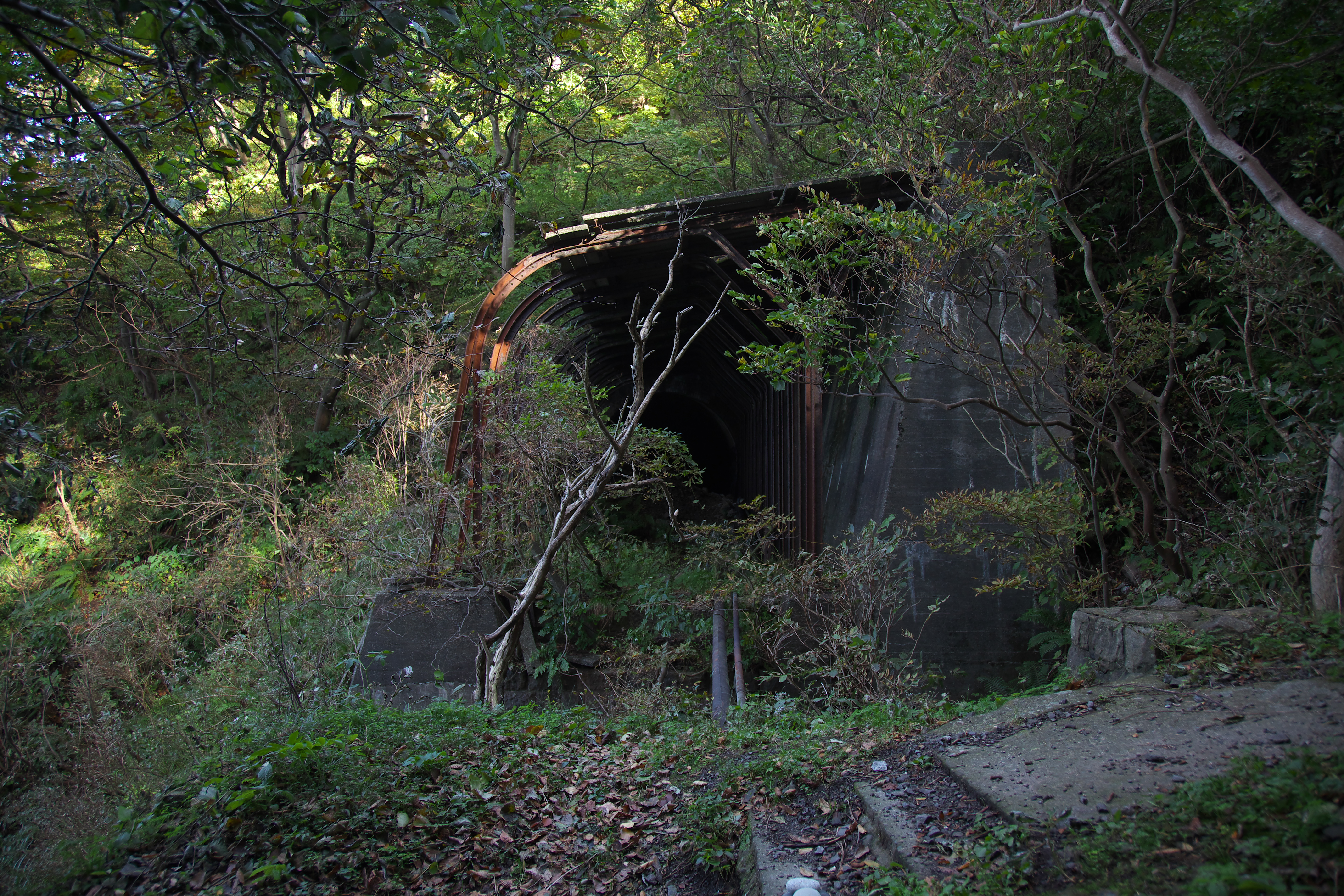
北陸本線舊線的風波隧道
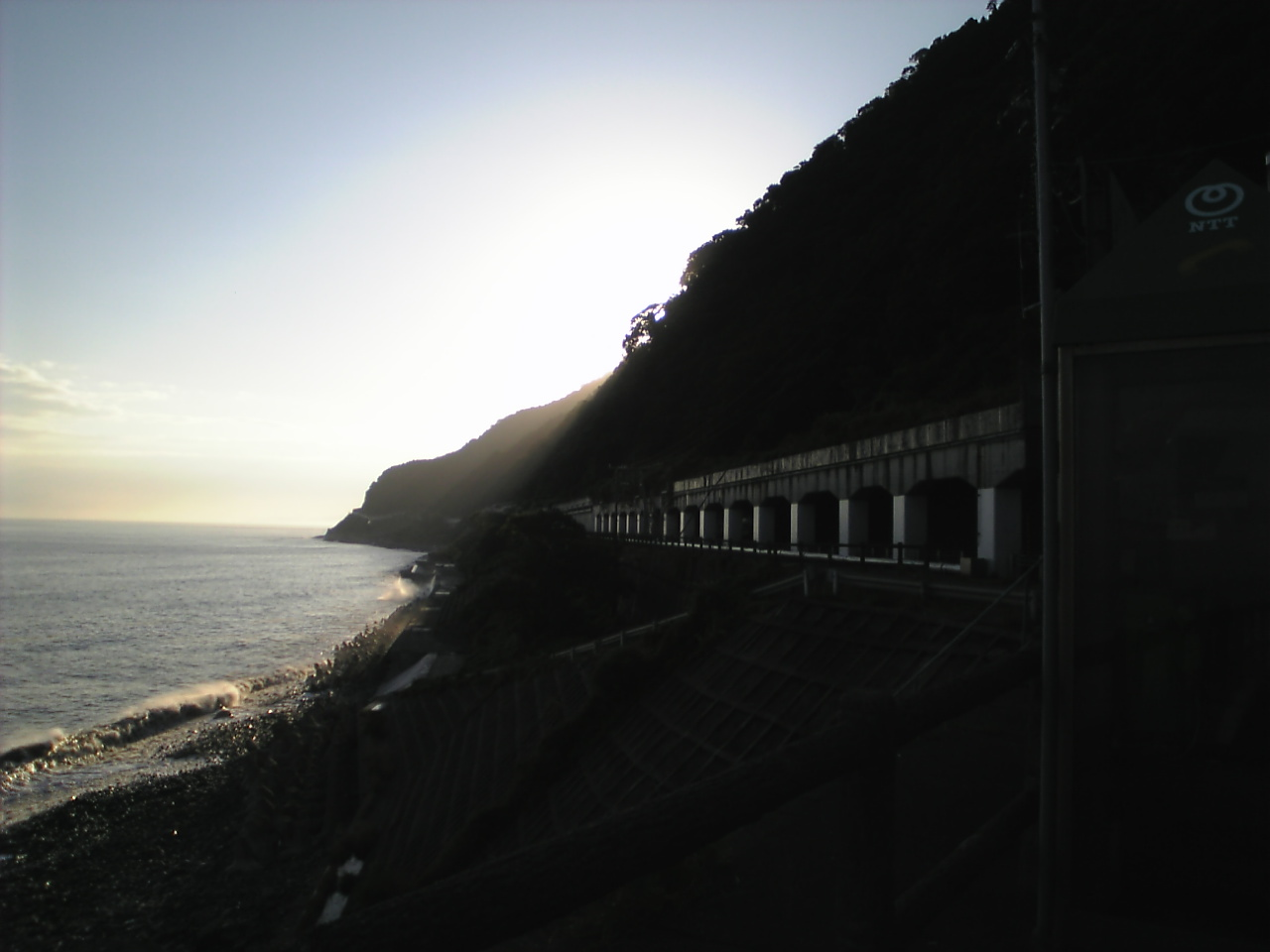
國道8號親不知區間的開始點（糸魚川市市振）

## 脚注
1. ↑  ロム・インターナショナル（編） 2005，第106頁.
2. 1 2 3  ロム・インターナショナル（編） 2005，第107頁.
3. ↑  富山県公文書館. . 富山県. 1998: p43-44.
4. ↑  宇奈月町史編纂委員会編「宇奈月町史」p. 578 宇奈月町 1969年
5. 1 2 3  ロム・インターナショナル（編） 2005，第108頁.
6. ↑  大正元年10月12日鉄道院告示第29号（『官報』第61号、大正元年10月21日、印刷局）
7. ↑  北陸新幹線で行く糸魚川 > 観光スポット > 登山 > 栂海新道 糸魚川観光ガイド （页面存档备份，存于） 糸魚川観光協会ホームページ 2017年7月1日閲覧
8. ↑  佐藤健太. . . 講談社現代新書. 講談社. 2014: 49–50. ISBN 978-4-06-288282-8.
9. 1 2  .   [2009-11-26]. （原始内容存档于2006-10-05）.

## 關連項目
- 親不知站
- 親不知IC
- 亲不知隧道
- 子不知隧道
- 糸魚川靜岡構造線
- 薩埵峠 - 太平洋側的斷崖。

36°59′35″N 137°41′42″E / 36.99306°N 137.69500°E